# Leptophion pterospilus
Leptophion pterospilus är en stekelart som beskrevs av Ian D. Gauld och Mitchell 1981. Leptophion pterospilus ingår i släktet Leptophion och familjen brokparasitsteklar. Inga underarter finns listade i Catalogue of Life.